# Colorante

Composición química del colorante Amarillo 2G

Colorante es un término genérico que se utiliza para toda sustancia química capaz de proporcionar tintes, utilizados para dar color a productos de la industria textil, cosmética y alimentaria.
Los colorantes se han usado desde los tiempos más remotos. Desde tiempos remotos se utilizaban diversas materias de origen vegetal y animal, así como de distintos minerales.
En química, se llama colorante a aquella sustancia capaz de absorber determinadas longitudes de onda del espectro de luz. Son sustancias que se fijan en otras y las dotan de color de manera estable ante factores físicos o químicos como la luz y agentes oxidantes.
Para que un colorante funcione debe tener en su estructura química determinados grupos funcionales, denominados cromóforos, que hacen que la molécula se absorba en la región visible del espectro electromagnético. Un auxocromo (literalmente "aumentar color") consiste en un grupo cargado positivamente que intensifica una sustancia o cromóforo en la síntesis de colorantes.

## Primeros colorantes usados por el hombre

### Perú Precolombino
Se usaban principalmente tres familias de colores: rojos, azules y amarillos.
Los rojos provenían de 2 fuentes principales: de las raíces de chapi-chapi (Galium microphyllum sinónimo Relbunium microphyllum) y de la cochinilla, (Dactylopius coccus), un insecto que se alimenta de los tunales (Opuntia).
Los azules se obtenían al macerar las hojas de plantas índigoferas y también de una papa negra que crece en el altiplano peruano (Solanum sp).
Por otro lado, los amarillos son más difíciles de precisar, ya que son muchos los vegetales comunes que lo producen. Algunos de los más frecuentes son el árbol molle o pimiento (Schinus molle) y el arbusto chilca (Baccharis polyantha). Además, se utilizaban otras plantas como el Nogal, la tara, la raíz de ratania, la cúrcuma, el azafrán, la gualda, etc.

## Denominaciones de los colorantes
- Denominación genérica
- Denominación química
- Código del "Colour Index" 1924 (1.ª edición)
- Código del "Colour Index" 1956 (2.ª edición)
- Código del Schultz

### Colorantes industriales empleados como aditivos
- Colorantes catalogados por la industria
  - E100i - Curcumina
  - E100ii - Cúrcuma
  - E101 - Riboflavina y Riboflavina-5'-fosfato
  - E101a - Riboflavina y Riboflavina-5'-fosfato
  - E102 - Tartracina
  - E103 - Crisoína*
  - E104 - Amarillo de quinoleína
  - E105 - Amarillo sólido*
  - E106 - Fosfato de Lactoflavina
  - E107 - Amarillo 2G
  - E110 - Amarillo anaranjado S
  - E111 - Naranja G.G.N.*
  - E120 - Cochinilla o ácido carmínico
  - E121 - Rojo cítrico 2
  - E122 - Azorrubina
  - E123 - Amaranto
  - E124 - Rojo cochinilla A, Rojo Ponceau 4R
  - E126 - Ponceau 6R *
  - E127 - Eritrosina
  - E128 - Rojo 2G
  - E129 - Rojo Allura AC
  - E130 - Azul de antraquinona
  - E131 - Azul patentado V.
  - E132 - Indigotina, carmín índigo.
  - E133 - Azul brillante FCF.
  - E140 - Clorofilas y Clorofilinas.
  - E141 - Complejos cúpricos de clorofilas y clorofilinas.
  - E142 - Verde ácido brillante BS, verde lisamina.
  - E150 - Caramelo.
  - E151 - Negro brillante BN.
  - E152 - Negro 7984*
  - E153 - Carbón vegetal.
  - E154 - Marrón FK. Colorante amarronado.
  - E155 - Marrón HT.
  - E160 - Carotenoides.
  - E160b - Bixina.
  - E160c - Capsantina.
  - E160d - Licopeno.
  - E161 - Xantofilas.
  - E161a - Flavoxantina.
  - E161b - Luteína.
  - E161c - Criptoxantina.
  - E161d - Rubixantina.
  - E161e - Violaxantina.
  - E161f - Rodoxantina.
  - E161g - Cantaxantina.
  - E161h - Zeaxantina.
  - E161j - Astaxantina.
  - E162 - Betanina o rojo de remolacha.
  - E163 - Antocianinas.
  - E170 - Carbonato de calcio.
  - E171 - Dióxido de titanio.
  - E172 - Óxidos e hidróxidos de hierro.
  - E173 - Aluminio.
  - E174 - Plata.
  - E175 - Oro.
  - E180 - Pigmento Rubí o Litolrrubina BK.
  - E181 - Ácido tánico
  - E182 - Orceína

- Otros colorantes catalogados por la industria, respecto al catálogo E (E579>E585)
  - E579 - Gluconato ferroso
  - E585 - Lactato ferroso

### Compuestos colorantes
Pueden definirse como una paleta de colores. Por ejemplo, el color dorado anaranjado estaría compuesto por varias mezclas a x proporciones que dan esa tonalidad.